# 50/50 (فلم)
50/50 2011 دراما كوميديا الفيلم يخرجها جوناثان ليفين، كتبها ريزر الإرادة، وبطولة جوزيف جوردون-ليفيت وسيث روجين الفيلم مستوحى من تجربة ريزر مع السرطان.

## الحبكة
آدم ليرنر (جوزيف جوردون-ليفيت) صحفي في إذاعة عمره 27 عاماً مع صديقته ريتشيل (بريس دالاس هوارد)، والتي يختلف معاها صديقه المفضل وزميله في العمل (سيث روجين).
يكتشف آدم لديه سرطان نادر في عموده الفقري ويجب عليه الخضوع للعلاج الكيميائي. ويرى على شبكة الإنترنت أن فرصة بقائه على قيد الحياة بنسبة 50 في المائة. بعدان يستوعب آدم تشخيص مرضه، والدته  المتغطرسة ديان (أنجليكا هيوستن)، والتي تهتم بزوجها ال\ي يعاني من مرض الزهايمر، عازمة على الانتقال لسكن معه وهو يرفض هذا العرض، لأن ريتشل وعدت أن تعتني به..
ويبدأ آدم بالرغم من شكه في الذهاب إلى الطبيبة الشابة وعديمة الخبرة، كاثرين ماكاي (انا كندريك)، وعلى الرغم من أن علاقتهم والجلسات العلاجيه التي فعلتها له تبدأ مع انطلاقة متعثرة، يبدأ ببطءيفصح لها حولمرضه، وكيف أنه يؤثر عليه ويبدأ الاثنان علاقه داخل وخارج الجلسات العلاجيه، وبعدها تبدأالخطوط الموضوعة بين المريض والدكتور والأصدقاء تزول. خلال العلاج الكيماوي، يصادق آدم أيضا ألن (فيليب بيكر هول) وميتش (فريور مات)، وهما مرضى سرطانأكبر سنا ويعطيانه منظورا للحياة والحب والمرض.
ومن ناحية أخرى، يحاول كيلي ابقاء روح آدم عاليهوالذي يستخدم مرضه كاطريقه لأنتقاء النساء ويستخدم مرض صديقه أيضا لمصلحته الخاصة، ولأزعاج آدم. في وقت لاحق، كايل يرى ريتشيل تقبيل رجل آخر ويقول لآدم، الذي بدورها ينفصل عنها، بالرغم من اعذارها وذرائعها.
على الرغم من أن آدم يدعي في الأول للجميع أنه على ما يرام، ويتعامل مع مرضه بشكل جيد، ,jوتنكشف رباطة جئشه ببطء مع وضوح وجدية مرضه التي بدأت تحد تدريجيا  لا سيما بعد الوفاة في «ميتش». ويعلمه الطبيب أن السرطان لا يستجيب للعلاج الكيماوي وخياره الوحيد جراحة خطيرة. وفي يوم الجراحة، كايل، ديان، زوجها، وكاثرين بانتظار النتائج. وكان على  الأطباء إزالة وزرع بعض العظام أثناء إزالة الورم، جراحة آدم كانت ناجحة. وينتهي الفيلم  بموعد بين آدم وكاثرين في منزله.

## طاقم التمثيل
- جوزيف جوردون-ليفيت ليرنر آدم
- سيث روجين كايل
- كندريك أنا كاثرين مكاي
- بريس دالاس هوارد رايتشل
- أنجليكا هيوستن كديان ليرنر
- وبين هودي سيرج ليرنر ريتشارد
- إيرلي أندرو كالدكتور روس
- فريور مات بارنيت ميتش
- فيليب بيكر قاعة كالن لومباردو
- ياماموتو دونا كالدكتور والديرسون
- اللحية لين السكر كسوزان
- يي جي تسو كالدكتور لي
- سارة سميث جيني
- كلاميس بيتر فيل
- جيسيكا باركر كنيدي كجاكى
- بيكون دانيال كالدكتور فيليبس
- ص لين جونسون بيرني
- بيرترام لورا كلير
- ماتي فينوتشيو تيد
- سود فينا كستيوارت ممرضة

## التنمية والإنتاج
ويستند السيناريو على تجربة كاتب السيناريو إرادة ريزر، صديق رئيسيا الفيلم، سيث روجين ريزر أيضا قريب من إيفان غولدبرغ  إظهار دا على ز. وكان الفيلم سيسمى أنا مصاب بالسرطان وأعلن أن ه\ا اسم عمل للفلم وبعدها سمي الفيلم العيش معه وبعدها50/50.
جيمس مكافوي كان أصلاً سيلعب الدور الرئيسي فالفلم  قبل أن يغادر الفيلم لأسباب شخصية، كما أنه كان خائفا من تفويت ولادة طفله الأول، وحل محله جوزيف جوردون-ليفيت.
والتصوير الأساسي من المقرر من 22 فبراير 2010 إلى 31 مارس 2010. ومعظم الفيلم صور في ريتشموند وفنكوفر ووكولومبيا البريطانية وبالأضافة إلى سياتل واشنطن.[بحاجة لمصدر]

## المشغلات
أطلق الفيلم بصيغة دي في دي وبلو-راي في أمريكا الشمالية في 24 كانون الثاني 2012

## الاستقبال
الفيلم تلقي إشادة كبيرة من النقاد. تقارير الاستعراض افادت روتين توماتوس أن 93% من اصل 170 ناقد  أعطوا الفيلم استعراضات  إيجابية، مع تقييم متوسط 7.6 من أصل 10.

### قوائم العشرة الأفضل
ادرج الفيلم في القوائم العشرة الأفضل لأفضل فيلم في عام 2011
| Publication       | Rank |
| ----------------- | ---- |
| Arizona Republic  | 3    |
| أسوشيتد برس       | 2    |
| Boxoffice         | 7    |
| إم تي في          | 8    |
| نيويورك ديلي نيوز | 9    |
| نيويورك بوست      | 10   |
| Slashfilm         | 9    |
| تامبا باي تاميز   | 5    |
| تي في غايد        | 8    |
| يو إس إيه توداي   | N/A  |

## وصلات خارجية
- [الموقع الرسمي http://www.50-50themovie.com/]
- 50/50 على موقع أول موفي.
- مقالات تستعمل روابط فنية بلا صلة مع ويكي بيانات